# Empicoris errabundus
Empicoris errabundus är en insektsart som först beskrevs av Thomas Say 1832.  Empicoris errabundus ingår i släktet Empicoris och familjen rovskinnbaggar. Inga underarter finns listade i Catalogue of Life.